# برايان موراي (ضابط بحري)
برايان موراي (بالإنجليزية: Brian Murray)‏ هو ضابط بحري أسترالي، ولد في 26 ديسمبر 1921 في غلن هانتلي ‏ في أستراليا، وتوفي في 4 يونيو 1991 في Murrumbateman ‏ في أستراليا.